# Cesi Bas
Cesi Bas (en llatí: Caesius Bassus) va ser un poeta líric i editor romà que va florir a la meitat del segle i.
En opinió de Quintilià, Bas era l'únic poeta líric romà digne de ser llegit, a excepció d'Horaci: At Lyricorum idem Horatius fere solus legi dignus... Si quemdam adjicere velis, is erit Caesius Bassus, quem nuper vidimus et sed eum longe praecedunt ingenia viventium. Segons Suetoni, Bas era un amic d'infància de Persi, qui li va dedicar la sisena sàtira, en la qual diu que Bas tenia uns seixanta anys l'any 61. Quan Persi va morir, Bas es va encarregar de publicar les seves Sàtires, i sembla que també va publicar La Farsàlia de Lucà.
Només dues línies de les seves composicions poètiques s'han conservat, una de les quals per Priscià de Cesarea (un hexàmetre dactílic) i l'altra per Diòmedes, que el posa com a exemple d'un vers molós. Pel que fa a la seva obra teòrica, va escriure un tractat De Metris, obra en vers de la qual es conserven fragments considerables. Posteriorment hom en va fer un epítome en prosa, que possiblement es correspon amb un breu tractat de mètrica que s'ha conservat a qualque manuscrit amb el nom de Ars Caesii Bassi de Metris, i que actualment és atribuïda a un autor desconegut, convencionalment anomenat Pseudo-Cesi Bas.
Va morir a la seva vil·la per causa de l'erupció del Vesuvi del 79.